# Jack Dawson (postava)
Jack Dawson (15. června 1889 Chippewa Falls, Wisconsin – 15. dubna 1912 severní Atlantik) je fiktivní postava z filmu Titanic z roku 1997. Tato postava byla vytvořena speciálně pro celovečerní film, který napsal a režíroval James Cameron pro ztvárnění skutečného vraku. Jack se nalodil na palubu RMS Titanic dne 10. dubna 1912, kde se během plavby seznámil s Rose DeWitt Bukaterovou, do které se zamiloval a prožil s ní milostný románek. Zemřel na podchlazení krátce po potopení lodi v časných ranních hodinách 15. dubna a jeho tělo nebylo nikdy nalezeno.
Přestože Jack Dawson byl fiktivní postavou, na hřbitově Fairview v Halifaxu v Novém Skotsku, kde je pohřbeno 121 obětí námořní katastrofy, se nachází náhrobek nesoucí jméno „J. Dawson“. Skutečný J. Dawson byl Joseph Dawson, jenž byl námořníkem, který na lodi pracoval. „Po vydání filmu jsme zjistili, že existuje náhrobek se jménem J. Dawson, a byli jsme překvapeni,“ řekl v rozhovoru producent filmu Jon Landau.

## Fiktivní životopis

### Raný život
Jack Dawson se narodil 15. června 1889 v Chippewa Falls v americkém státě Wisconsin. Podrobnosti o jeho rodičích nejsou zmíněny, ale on je znal a se svým otcem chodil na ryby. Při jedné z těchto příležitostí se pod ním na jezeře propadl led a málem tehdy zemřel na podchlazení.
V patnácti letech mu při požáru zemřeli oba rodiče, a tak začal žít sám a cestovat po světě. Na jedné z cest se seznámil s Fabriziem De Rossim, pravděpodobně v Itálii, a ten se stal jeho nejlepším přítelem, dokonce spolu cestovali. V dospívání odjel do kalifornského Monterey, kde pracoval na lodi, a poté na molu v Santa Monice, kde kreslil a prodával portréty za 10 centů. Podle svých slov žil nějaký čas v Paříži.

### Nalodění naTitanic

#### Začátek cesty
Na palubu RMS Titanic se nalodil 10. dubna 1912. Byl chudým bavičem ve třetí třídě a na loď se dostal díky lístkům, které vyhrál ve šťastné hře pokeru. V prvních dnech na Titanicu si mohl užívat luxusu a trávit čas s Fabriziem a novým přítelem Tommym. Jedné noci se setkal s Rose DeWitt Bukaterovou, cestující první třídy, která se chtěla pokusit spáchat sebevraždu skokem ze zádi lodi. Měla v úmyslu ukončit svůj život kvůli svému životnímu stylu a nucenému manželství s Caledonem Hockleym.
Jack Rose nabádal, aby neskákala z lodi, a když se chystala plánu upustit, uklouzla a vykřikla, když ji Jack zachránil. To přitáhlo pozornost členů posádky, kteří se spěchali podívat, co se stalo. Našli Jacka a Rose na podlaze. Když to oba muži viděli, usoudili, že Jack Rose týrá, a zavolali Caledona. Cal se pokusil Jacka zatknout a dal najevo své pohrdání cestujícími třetí třídy (Jacka mimo jiné nazval „špinavcem“), ale Rose se Jacka zastala a vysvětlila mu, jak ji zachránil. Později Cal neochotně pozval Jacka na večeři s cestujícími první třídy, aby zjistil, jak si mladík povede před vyšší společností.
Druhý den se Rose vydala Jacka hledat a našla ho na palubě, kde si povídali o svém osobním i soukromém životě a o jejích nedosažitelných snech. Rose si prohlédla některé Jackovy kresby a byla jimi ohromena. Později Jack ukazoval Rose, jak se „správně“ plive, avšak vyrušila ho Ruth DeWitt Bukaterová, matka mladé ženy, která si pro Rose přišla, aby ji odvedla na večeři.
Když Molly Brownová viděla, jak je chlapec chudý, vzala Jacka do svého apartmá a půjčila mu sako, které původně patřilo jejímu synovi. Při večeři Jack zaujal cestující první třídy svým vtipným humorem a působivými historkami ze svého života.

#### Vztah s Rose
Než odešel od stolu, nechal Rose v ruce vzkaz, na kterém stálo: „Ať to má cenu. Uvidíme se u hodin.“ Rose tam zamířila a připojila se k Jackovi na pasáži třetí třídy, tajně je však sledoval Calův sluha Spicer Lovejoy.
Druhý den se Rose setkala se svou matkou, která ji požádala, aby se s Jackem už nadále nevídala, neboť je zasnoubená s Calem a manželství jim oběma přinese výhody. Jack si to uvědomil a vypůjčil si bundu a klobouk od jednoho z cestujících, aby si s ní mohl nepozorovaně promluvit. Rose ho požádala, aby se s ní už nevídal, protože je zasnoubená a způsobilo by to potíže. Ale když ji Jack přiměl k zamyšlení a „otevřel jí oči“, aby si uvědomila, co z ní její matka a Cal dělají (mladou ženu upnutou na určitý třídní standard), vyhledala ho, aby jí dal novou šanci. Našla ho na špičce lodní přídě a 14. dubna za soumraku se spolu poprvé políbili. Poté Rose požádala Jacka, aby ji nakreslil nahou, jen s náhrdelníkem Srdce moře. Když kresbu dokončil, Rose náhrdelník, jenž byl dárkem od Cala, uložila zpět do trezoru a krátce nato museli před Lovejoyem utéct. Pár se odvážil vniknout do podpalubí přes „kotelnu“, do místnosti s několika „luxusními vozy“ v nákladovém prostoru a milovali se na zadním sedadle automobilu Renault z roku 1904.

#### Ztroskotání lodi
Ve 23:40 Rose Jackovi oznámila, že až loď dorazí do New Yorku, odejde s ním. O chvíli později, když stáli na přídi, byli oba svědky nárazu lodi do ledovce. Jack a Rose si uvědomili, že se děje něco vážného, a šli to říct Ruth a Calovi, ovšem tento pokus byl využit k obvinění Jacka z krádeže náhrdelníku a jeho zatčení. Později, když ve 23:55 začalo spouštění záchranných člunů, našla Rose Jacka v rychle se zaplavující místnosti. Byl připoutaný ke sloupu. Klíč nemohla najít, protože Lovejoy ho držel při sobě, a tak použila k jeho osvobození hasičskou sekeru. Fabrizia a Tommyho našli za železnou mříží, kterou střežili dva členové posádky. Jack s pomocí Fabrizia, Tommyho a dalšího cestujícího vyrazí mříže pomocí lavice, čímž hrdinsky zachrání uvězněné spolucestující třetí třídy před utonutím. Na palubě lodi se Jack snaží najít záchranný člun pro sebe, Rose a jejich přátele, ale když se mu to nedaří, pošle Fabrizia a Tommyho na druhou stranu lodi, aby našli záchranné čluny pro všechny čtyři. Oba však nakonec během své mise zemřou: Tommyho střelí do hrudi první důstojník William McMaster Murdoch, když se dav mužů pokusí vniknout do záchranných člunů, a Fabrizio zahyne, když se na něj a mnoho dalších cestujících zhroutí první lodní komín. Jack si následně uvědomí, že posádka posílá do člunů nejprve ženy a děti, a pobídne Rose, aby nastoupila do jednoho z člunů spolu s Calem, s kterým se shledají.
Když Rose nastoupí do záchranného člunu č. 2, aby unikla před potopením lodi, ve snaze neztratit Jacka skočí zpět na potápějící se loď, aby se k němu připojila, a spolu prchají před Calem, jenž se rozhodl jednat, a rozzuřeně je pronásleduje s revolverem, aby je zabil. Jackovi a Rose se podaří před Calem utéct a naleznou plačícího chlapce, který čeká na návrat svého otce. Ve snaze ho zachránit se Jack chlapce ujme, ovšem chlapcův otec se záhy objeví a rozzuří se na Jacka, že mu unesl syna. Vzal syna a odešel, ovšem za zavřenými dvojitými dveřmi se postupně nahromadila voda a silný tlak oceánu způsobil, že dveře povolily, a tak dvojici odnesl silný proud k zamčené mříži. Jejich poslední nadějí byl vyděšený sluha s klíčem, který měl mříže odemčít, ale kvůli nervozitě upustil klíč do vody a utekl. Jack klíč sebral, podařilo se mu dveře otevřít a vyběhnout s Rose zpět na horní palubu.
Když se náklon potápějícího se Titanicu kolem 2:15 zvýšil, Jack, Rose a mnoho dalších cestujících uteklo na zvedající se záď lodi. Zvyšující se náklon způsobil, že se všichni cestující něčeho chytili ve snaze vyhnout se pádu z lodi, která se o několik minut později rozlomila na dvě části a potopila.

#### Smrt
Když Titanic 15. dubna ve 2:20 ráno zmizel pod hladinou, podařilo se Jackovi najít dřevěné dveře, jež plavaly na hladině, a přenechal místo na nich Rose, zatímco stovky lidí postupně umrzávaly v ledových vodách severního Atlantiku. Nemohl najít žádný jiný předmět, na který by se mohl uchýlit, a začal mrznout v ledové vodě.
V posledních chvílích svého života řekl Jack Rose, že ať se stane cokoli, nechce, aby se vzdala naděje, a že pokud na dveřích zůstane, bude zachráněna a v budoucnu prožije dlouhý a šťastný život. Požádal ji, aby mu to slíbila a aby tento slib nikdy neporušila. Jack krátce nato zemřel na podchlazení a Rose doplavala k mrtvému členovi posádky, který měl u sebe píšťalku, aby na sebe mohla upozornit posádku záchranného člunu, který v oblasti kroužil a hledal mezi mrtvolami přeživší. Nakonec Jackovo tělo kleslo na dno oceánu.
Z neznámých důvodů nebyl o Jackovi na palubě Titanicu veden žádný záznam. Možná tomu tak bylo proto, že si legálně nezakoupil lístky a při nástupu na palubu se neohlásil. Pokud jde o Rose, byla zachráněna krátce po smrti svého milovaného jedním z člunů a o několik hodin později je vyzvedla loď Carpathia.